# 鲃碘泡虫
鲃碘泡虫（学名：Myxobolus barbodesi）为碘泡科碘泡虫属的动物。在中国，分布于云南等，营寄生生活，寄生在湖四须鲃的肾。